# Vladimir Marín Ríos
Vladimir Marín Ríos (geboren am 26. September 1979 in Rionegro) war ein kolumbianischer Fußballspieler, der zuletzt beim paraguayischen Verein Sportivo Trinidense unter Vertrag stand.

## Vereinskarriere
Vladimir Marín begann seine Karriere 1998 bei Deportivo Rionegro und stand dort bis ins Jahr 2000 unter Vertrag. Im Anschluss wechselte er zum bolivianischen Verein Club Jorge Wilstermann. Er verpflichtete sich von 2001 bis 2004. 2004 unterschrieb er einen Vertrag bei Athletico Paranaense. 2006 signierte er zwei Verträge, zuerst bei CA Independiente und im Anschluss bei Atlético Nacional. Von 2007 bis 2010 stand er beim paraguayischen Verein Club Libertad unter Vertrag. In der Saison 2009/10 wurde er von Deportivo Toluca ausgeliehen. In der Saison 2011/12 unterschrieb er einen Vertrag beim Club Olimpia. Nach der Saison unterschrieb er für zwei Saisons beim Verein Deportivo Cali. In der Saison 2014/15 wechselte er zu Independiente Medellín. In der Rückserie 2015 stand er bei Águilas Doradas unter Vertrag. Von 2016 bis 2018 spielte er für Sportivo Luqueño aus Paraguay, von 2018 bis 2019 für Sportivo Trinidense. Daraufhin arbeitete er beim paraguayischen Drittligisten CSD Salto del Guairá als Trainer.

## Nationalmannschaftskarriere
Vladimir Marín lief zwischen 2006 und 2009 bei insgesamt 14 Spielen für die kolumbianische Fußballnationalmannschaft auf, unter anderem bei vier Qualifikationsspielen zur Fußball-Weltmeisterschaft 2010 sowie bei der Copa América 2007.

## Erfolge
- Copa Aerosur (Bolivien): 2004
- Paraguayischer Meister: 2007, 2008-A, 2008-C, 2010-C, 2011-C
- Mexikanischer Meister: 2009/10
- Superliga de Colombia: 2014